# Gaston Auguste Milian
Gaston Auguste Milian (né à Vitry-le-François le 2 octobre 1871, mort à Paris le 27 juillet 1945) est un dermatologue français, membre de l'Académie nationale de médecine.

## Biographie
Né dans la Marne en 1871, Gaston Milian a un père appartenant à l'administration des Ponts-et-Chaussées, adjoint au maire et administrateur de l'hôpital, et une mère membre du conseil d'administration du collège de jeunes filles et du bureau de bienfaisance.
Après ses études au collège de Vitry, il se rend à Paris pour étudier la médecine. Il effectue son externat notamment dans le service de Besnier avant de commencer son internat en 1894, passant successivement dans les services de Galiard, Mathieu, Marfan, Fournier et Cornil. Il obtient son doctorat en 1898,.
Il commence sa carrière en tant que moniteur d'anatomie pathologique à la faculté, puis devient chef de clinique à l'Hôpital Saint-Louis en 1901,, qu'il dirige alors que Robert Degos (découvreur de la maladie de Degos) y effectue son internat. En 1906, il est nommé médecin des hôpitaux,.
Durant la Première Guerre mondiale, il exerce en tant que médecin-major de 2e classe à Verdun puis est mobilisé à Vadelaincourt-sous-Verdun, à Epernay. Pour ses services rendus, il obtiendra la Croix de guerre et la rosette de la Légion d'honneur
Après sa carrière hospitalière, il continue à travailler dans un dispensaire, à l'Institut Alfred-Fournier.

## Travaux en dermatologie
Milian se passionnait pour la dermatologie et la vénérologie. Il fut représentant de la dermato-syphiligraphie française, et porta des travaux de recherches sur la reconstitution de la biologique de la réaction de Wassermann, sur le traitement de la syphilis. Il publia également des observations sur les psychopathies hérédosyphilitiques.
Son nom est connu pour :
- La solution de Milian, un colorant aux applications dermatologiques.
- Le Milian's ear sign, permettant de différencier une cellulite faciale d'un érysipèle[5].
- L'érythème de Milian, originellement décrit après une réaction aux traitements arsénobenzènes de la syphilis[6].

## Sociétés Savantes

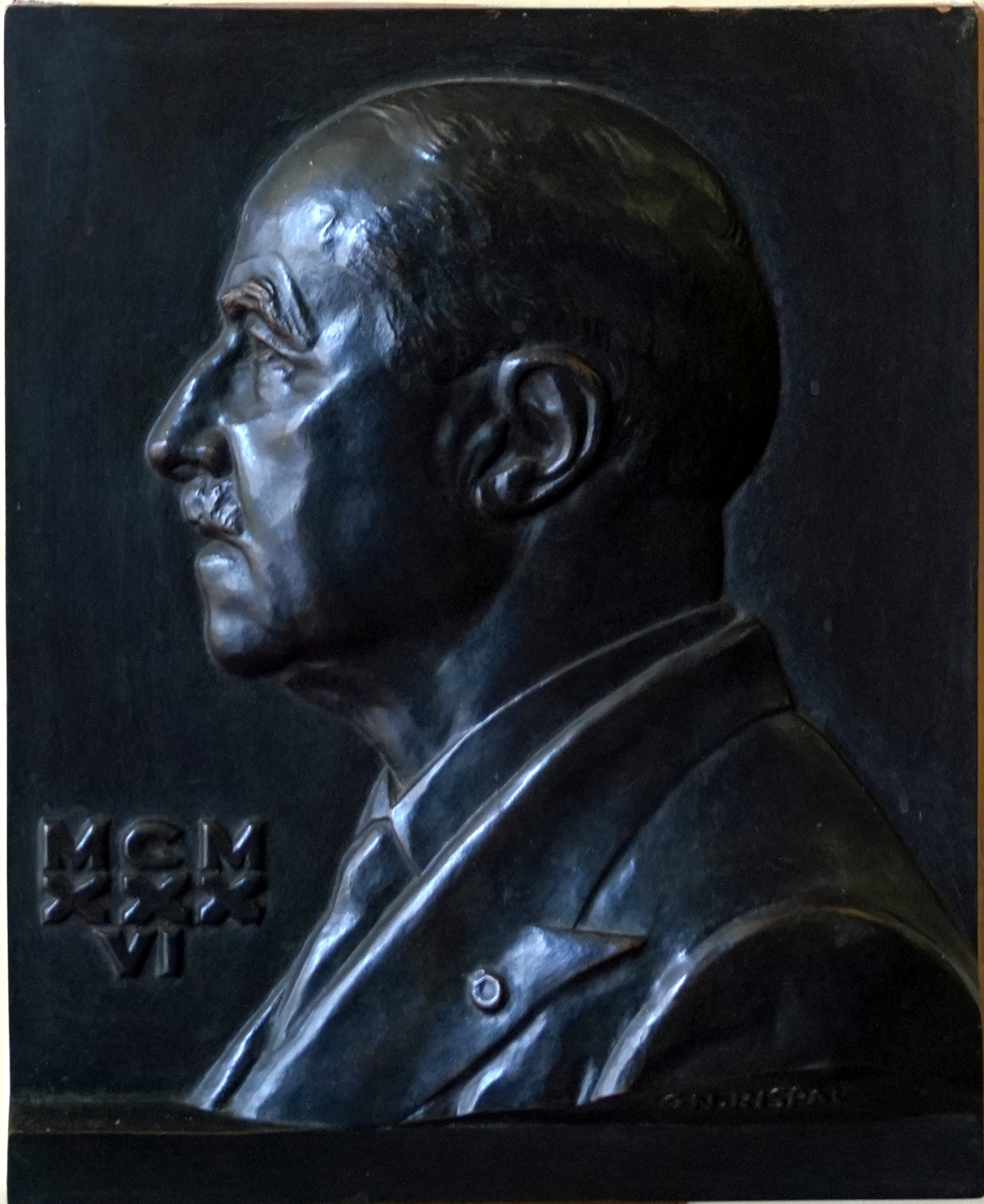
Mémorial présenté au musée des Moulages de Paris.

Milian fut membre de nombreuses sociétés savantes :
- Société de dermatologie : président d'honneur
- Association internationale des dermatologistes de langue française : président d'honneur
- Ligue nationale contre le péril vénérien : président
- Société médicale des hôpitaux de Paris : président
- Académie de médecine : membre de la section de médecine, élu le 29 novembre 1938
- Académie royale de médecine de Rome : membre correspondant
- Sociétés de dermatologie de Bucarest, Rome, Padoue, Barcelone, Varsovie, Moscou, Bruxelles, Copenhague, Budapest : membre d'honneur

## Publications et livres
- Travail du laboratoire de M. le Pr Cornil. Les sporozooses humaines (1899)
- Le Liquide céphalo-rachidien (1904)
- Traité de la syphilis (1906)
- Le Biotropisme (1929)
- Technique thérapeutique médicale (1929)
- Nouvelle pratique dermatologique (Masson, 1936)
- La Syphilis occulte (1944)
- Les Contagions de la syphilis (1946)